# 時の終わり
「時の終わり」（ときのおわり、原題: "The End of Time"）は、イギリスのSFドラマ『ドクター・フー』の第4シリーズと第5シリーズの間に放送されたスペシャルシリーズの最終章二部作。2009年12月25日にパート1が、2010年1月1日にパート2が BBC One で初放送された。本作は『ドクター・フー』の5作目のクリスマススペシャルでもある。

## 概要
異星人のタイムトラベラードクターを演じたデイヴィッド・テナントが主演の最後のエピソードであり、今回からドクター役はマット・スミスが受け継いだ。また、2005年に番組をイギリステレビ界に復活させてシリーズのエグゼクティブ・プロデューサーとチーフライターを務めたラッセル・T・デイヴィスが執筆・制作した最後の『ドクター・フー』のストーリーでもある。エグゼクティブ・プロデューサーと番組製作総責任者の座はスティーヴン・モファットに譲られた。
「呪われた旅路」と第4シリーズを通してドナ・ノーブルの祖父ウィルフレッド・モット役で出演したバーナード・クリビンスが、本二部作でドクターのコンパニオンを演じる。また、本作ではこれまでに番組に出演した俳優が数多く再出演を果たした。キャサリン・テイト、ジョン・シム、ジャクリーン・キング、アレクサンドラ・モーエン、ビリー・パイパー、カミーユ・コデュリ、フリーマ・アジェマン、ノエル・クラーク、ジョン・バロウマン、エリザベス・スレイデン、トミー・ナイト、ジェシカ・ハインズ、ラッセル・トーヴィーがそれにあたる。
本作では、迫り来る終焉の予言から逃げ続けていた10代目ドクター（演:デイヴィッド・テナント）がかつての宿敵マスター（演:ジョン・シム）の陰謀に巻き込まれてゆく様子が描かれている。マスターは人類を支配下に置き、タイム・ウォーで滅び去った自身とドクターの種族タイムロードを滅亡から復活させようと画策する。ドクターは事態を回避したものの致命傷を負い、エピソードの結末で彼は以前のように再生サイクルに入り、11代目ドクター（演:マット・スミス）へ姿を変える。

## あらすじ
パート1
死んだはずの悪のタイムロード“マスター”が復活した、しかし、彼の妻ルーシーが復活を阻んだため、不完全な形での復活となる。一方、ウードに導かれ、地球、そして宇宙の危機を知ったドクターは、地球で復活したマスターと対面する。同じ頃、大富豪ジョシュア・ネイスミスは、ある宇宙船から回収された装置で“不死”を生み出すマシーンを作ろうとしていた。ネイスミスはその修理をマスターにさせようとして、彼を誘拐してしまう…。
パート2
復活したマスターはネイスミスの“不死”のマシーンを利用して全人類をマスターに変えてしまう。ドクターとドナの祖父ウィルフレッドはマスターたちによって拘束されてしまうが、ネイスミスのもとで変装して働いていた宇宙人のボッチ族に救われ彼らの宇宙船へ逃げ延びる。一方、マスターの復活は恐ろしきタイムロードの復活をも引き起こそうとしていた…。

## キャスト
主人公のドクター及びコンパニオンは太文字で表示。
- 10代目ドクター - デヴィッド・テナント
- ウィルフレッド・モット - バーナード・クリビンズ
- マスター - ジョン・シム
- ナレーター/ロード・プレジデント - ティモシー・ダルトン
- ドナ・ノーブル - キャサリン・テイト
- シルヴィア・ノーブル - ジャクリーン・キング
- 謎の女性 - クレア・ブルーム
- ミニー・フーパー - ジューン・ウィットフィールド
- ジョシュア・ネイスミス - デヴィッド・ヘアウッド
- アビゲイル・ネイスミス - トレイシー・アイフィーチュー
- アダムス - シニード・キーナン
- ロシター - ロウリー・ルーウィン

## 連続性
パート1の冒頭でドクターは遅れたことをウード・シグマに説明している。彼の様々な冒険の中で彼はエリザベス1世と結婚したことと彼女の肩書である "処女王" に言及している。第3シリーズ「言葉の魔術師」の終わりにエリザベス女王はドクターを見て憤りを露わにして彼を敵だと呼んでおり、ドクターには身に覚えがなかったことから、彼が当時の未来で彼女と会うことが示唆されていた。両者の結婚は2013年の50周年スペシャル「ドクターの日」でついに描写されることとなる。
反対意見を持つ2人のタイムロードの1人はエンドクレジットで "The Woman" と表記されており、彼女は説明もなく出現と失踪を繰り返して複数の場でウィルフレッドの下を訪れた。彼女が顔から手を下ろして10代目ドクターを見つめた時にドクターは彼女が誰か認識したようであるが、後にウィルフレッドから彼女の正体を尋ねられた彼は質問を回避した。イギリスの新聞デイリー・テレグラフとデイリー・メールは2009年4月にこの女性をドクターの母親と断定した。本作の脚本家ラッセル・T・デイヴィスはジャーナリストのベンジャミン・クックに「その話題は棚上げしておきたい、そうであれば望むように想像できるから。彼女がロマーナだと言うファンもいれば、ラニだと言うファンさえいるだろう。スーザンの母だと言うファンもいるかもしれないと私は思う。だがもちろん、ドクターの母親でも。」とメールを綴った。
ドクターは劇中のある時点でタイムロードの大統領をラシロンと呼んでおり、これはクラシックシリーズに登場したタイムロード社会の創設者の名前である。ただし、このキャラクターはパート1では "The Narrator" 、パート2では "Lord President" としかエンドクレジットに記載されていない。本作に対応する『Doctor Who Confidential』のエピソードでは、デイヴィスはこのキャラクターの名前が実際にラシロンであると主張した。
ジェシカ・ハインズは第3シリーズ「ジョン・スミスの恋」「ファミリーと永遠の命」でジョーン・レッドファーンを演じており、彼女が今作で演じているバーティ・ニューマンはジョーン・レッドファーンの曾孫にあたる。バーティ・ニューマンという名前は『ドクター・フー』のクリエイターシドニー・ニューマンと番組の初代プロデューサーバーティ・ランバートにちなんでいる。ジョン・スミス教授は彼の両親がバーティとシドニーであると断言した。懐中時計は「ジョン・スミスの恋」と「ファミリーと永遠の命」の両方のプロットで重要な役割を果たし、本作ではニューマンの本の表紙にも登場している。
ドクターがキャプテン・ジャック・ハークネスを異星人のバーで訪ねた際に流れている音楽 "My Angel Put the Devil in Me" は「ダーレク・イン・マンハッタン」でタルーラが歌ったものである。
再生の後、11代目ドクターは自身がまた赤毛になれなかったことに落胆の色を示しており、これは「クリスマスの侵略者」で10代目ドクターが赤毛に憧れていたことを反映している。 この台詞は一部の視聴者の不満の種となり、BBCはその意図を明確にする声明を発表した。

## 製作

### 脚本
デイヴィスは本作を「巨大かつ壮大だが、心の奥底からのものである」と表現した。デイヴィスはしばらくの間この物語を計画しており、シリーズのフィナーレが徐々にドラマチックになっていくという傾向を続けていたことを示した。
本作はデイヴィスが『ドクター・フー』用に執筆した最後の脚本であり、ジュリー・ガードナーがシリーズを制作した最後の作品である。また50周年スペシャル「ドクターの日」にテナントが出演するまで、彼が出演した最後の物語でもあった。
最後の『ドクター・フー』の脚本の感動的なインパクトについて尋ねられた際、デイヴィスは「最後の脚本を渡した時には、涙が出たり、酔っ払ったり、20人の裸の男たちとパーティーをしたりしていたかもしれないと思っていたが、このような素晴らしい瞬間が起こる時に現実の生活が続いていることに気づくんだ。その感動は脚本に込められている。」と述べた。テナントとジュリー・ガードナーは脚本を読んだときに泣いたとそれぞれ語った。
2009年の最後3作のスペシャルは「死の惑星」で予兆が描かれており、低レベルのサイキック能力を持つカーマンがドクターに「用心してね。あなたの歌は終わるわ。戻って来るの、暗闇を抜けてね。ドクター、それと……彼は4回ノックする」と予言していた。これは第4シリーズ「囚われの歌」でのドナとドクターへのウードの予言を思い出させるものであった。テナントは予言について「カードにマークがついた」と説明し、残る3エピソードはよりダークなものとなり、「死の惑星」はドクターにとって楽しい最後のエピソードだとした。また、予言の主題は明確な答えでないとも説明した。
Doctor Who Magazine 第416号のレギュラーコラムにて、デイヴィスは「時の終わり」パート1のオリジナルタイトルが "The Final Days of Planet Earth" で、パート2が "The End of Time" のままであったことを明かした。しかし、物語の規模の大きさから、両エピソードを同じタイトルにしてパートナンバーで区分することに決定された。これは Survival（1989年）以来のことであった。
第2エピソードのデイヴィスの脚本は10代目ドクターの最後の台詞「行きたくない」で完結し、その後の文章では再生後の様子が "And there he is. Blinking. Dazed. The New Man." と描写された。その後デイヴィスが後継者スティーヴン・モファットに脚本を送ると、彼がその後に続く11代目ドクターの台詞を執筆した。後のエグゼクティブ・プロデューサーであるモファットもまた、最終シーンの製作を補佐した。

### 撮影
本作の最初のロケ地での撮影は2009年3月21日にカーディフの書店で行われた。ジェシカ・ハインズがバーティ・ニューマンの著書 A Journal of Impossible Things にサインをするシーンが撮影された。
ニューポートのトリデガー・ハウスでも撮影が行われており、この場所は以前2008年クリスマススペシャル「もうひとりのドクター」の撮影にも使用された場所でもある。第3シリーズのフィナーレ「ユートピア」「鳴り響くドラム」「ラスト・オブ・タイムロード」でマスター役を演じたジョン・シムはトリデガー・ハウスでの撮影でスポットを浴びた。
イースターの公休日に行われた撮影は、イギリスのメディアに大きく取り上げられた。キャサリン・テイトはスウォンジーで複数シーンを撮影しており、具体的にはカルドーマ・カフェでの撮影や、ドナが駐車券を取るシーンが撮影された。他の撮影地としてはカーディフのキンコイドの Nant Fawr Roadなどがある。この場所は以前にノーブル家の邸宅として使用されており、本作ではバーナード・クリビンスがトナカイの角をつけてミニバスに乗り込むシーンが4月12日に撮影された。翌週の撮影はペナースのヴィウトリカ・ロードで行われた。このエリアは The Sarah Jane Adventures でサラ・ジェーン・スミスの近所のロケーションとして普段使用されていた。サラ・ジェーン・スミス役のエリザベス・スレイデンとルーク・スミス役のトミー・ナイトは本作でデイヴィッド・テナントとその場所で撮影を行った。
4月20日から21日の夜にクリビンスはカーディフ都心の Wharton Streetで大きなクリスマスツリーやブラスバンドと共にクリスマスの場面を撮影した。
SFサイトio9はテナントがジョン・シムやタイムロードのローブを羽織ったティモシー・ダルトンと一緒に居る写真を公開した。2009年7月26日にio9はデイヴィッド・テナントとのインタビューを公開し、ダルトンがスペシャルに参加することをテナントが確かめた。
10代目ドクターの再生の破壊的な状況に使われた特殊効果のため、ターディスの制御盤の中央のガラス製の円柱が酷く破損し、第5シリーズのために柱を作り直さなくてはならなかった。ブリストルのブリスリントンを拠点とするブリストル・ブルー・グラスが柱を製作した。

## 予告編と試写会
ティモシー・ダルトンの冒頭のナレーションと主要人物のわずかなショットが収録されたテイザー広告は2009年にコミコンで上映された。「火星の水」の最後には、ウードの長老のモノローグやパート1の様々なシーンで構成された次回予告が放送された。2009年11月にはウード・スフィアを舞台としたスペシャルの冒頭の特別試写映像が『チルドレン・イン・ニード』で上映された。また、クリスマスを前にした予告編やプロモーションクリップでは、パート1のシーンの一部を抜粋したものが上映された。
パート1の放送に続き、パート2の予告編がBBCの『ドクター・フー』webサイトで公開された。また、BBCはパート2のオープニングタイトル後の冒頭2分を公開した。

## 放送と反応

### 評価
パート1の当夜の視聴者数は1000万人で、『イーストエンダーズ』と The Royle Family に次いでクリスマスの日の番組で3番目に多く視聴された。番組視聴占拠率は42.2%を、Appreciation Index は87('Excellent')を記録した。最終確定値では、BBC One の放送に BBC HD での同時放送の数字が加えられた場合、『ドクター・フー』は1204万人の視聴者を記録し、辛うじて『イーストエンダーズ』と The Royle Family を上回ってクリスマスの日で最も多く視聴者を獲得したことになる。
パート2の当夜の視聴者数は1月1日に放送された番組では『イーストエンダーズ』に次いで2番目に視聴者が多く、その人数は BBC HD の38万9000人を加えて1040万人に達した。イギリスで3000万人がテレビを視聴していた夜では、トータルの視聴者数はその35.5%に達したと見積もられた。BARBによる公式な評価でもパート2は『イーストエンダーズ』の1179万人に次いで2番目に多く視聴された番組に位置付けられた。

### レビュー
ガーディアンの批評家ピーター・ロビンスはパート1のレビューで、その年のクリスマスに『ドクター・フー』が止まることはなかったと述べ、「物語を完成させる必要がある。花火の用意をしなくてはならない」「「時の終わり」は計画に終わりがないことを意味する」とした。彼は、最初のパートが駆け足だったと指摘し、これまでの『ドクター・フー』のエピソードに第1パートで人類を消滅させたものがあったか、またはクリスマスやコミックに優しい方法で行われたかを疑問視した。しかしロビンスは物語が終わると、視聴者の記憶に残るのは、エピソードの最初からより静かで感情的な部分であると認めた。また、彼はクリビンスが コミック・リリーフを残しながら悲劇的なヒーローになることで、テイトと同じ役割を担っているように見えると指摘した。彼は、これまでのクリスマススペシャルがそうであったように、本作もまたクリスマスである必要性はなかったとし、レビューを締め括った。
デイリー・テレグラフのアンドリュー・ペティトは、本作が過大評価されていると考えた後、『ドクター・フー』の彼の啓示は時間の問題だったと主張している。彼は、デイヴィスが物理法則の許す限り賭けを高くしたとも主張した。クリビンスの演技については『リア王』のようだったと述べ、マスターの計画は彼の基準でも邪悪だったとした。彼は「『ドクター・フー』の真の輝きは、広い目をした7歳児の付き合いでそれを経験している場合にのみ感じることができる」とし、クリスマス自体になぞらえた。
ガーディアンのマーク・ローソンはマスターが自分自身として人類を再繁殖させるというプロットは、「シムに多くの異なる衣装を着る機会を与え、特殊効果部門は番組の復興に貢献したデジタルの工夫をいくつか見せることができた」と述べた。しかし、ローソンは複数の新聞で祝祭期間の間にテナントの負担を報じていたこと（テナントは期間中に75回BBCに出演している）を考えると、このプロットは少し残念なものだった、と主張した。また、ローソンはドクター役に相応しい悲劇的な力をもたらして最後の物語でそれを示したことについてテナントを称賛したが、一方で2009年にテナントが舞台とテレビで演じた『ハムレット』のハムレットをモデルにしたように見えるとも主張した。10代目ドクターの最後の言葉については、デイヴィスがテナントに与えた言葉は唐突な後悔の言葉であり、俳優や脚本家も心のどこかでそう感じているのではないかと結論した。
デイリー・テレグラフのアンドリュー・ペティトはパート2の放送後にレビューを公開して5つ星のうち星4つを与え、エピソードを「ファミリーエンターテイメントの地方巡業の1時間だった」と纏めた。彼は複雑すぎると感じたプロットにわずかな不満を表明したが、「終末的な活気の前に充電時間があったため、何が起きているかについて過度に心配することはなかった」と認めた。彼はドクターとしてのテナントの最後のパフォーマンスを称賛し、特に終盤の無力な10代目ドクターの姿に言及した。レビューの終わりに、新しい主演俳優を迎えた『ドクター・フー』の将来を楽観視し、マット・スミスが若く無名であるため彼の『ドクター・フー』は刺激的なものになっているとコメントした。

### 国際的な放送
本作はアメリカ合衆国で2009年12月26日と2010年1月2日にBBCアメリカで放送された。パート2の放送では、BBC2アメリカはこれまでのゴールデンタイムの最高数値を獲得した。2エピソードはまた、アメリカのユーザーが映像をダウンロード購入できるアメリカの iTunes Store で1位となった。日本では放送されていないが、他の2008年・2009年のスペシャルと共に2014年8月4日からHuluで配信が開始された。

### DVDの発売
「時の終わり」の両パートはイギリスで2010年1月に「火星の水」と共にDVDで発売された。同日には Doctor Who – The Complete Specials という題のDVD・ブルーレイコレクションとしても発売され、これには「もうひとりのドクター」と「死の惑星」、「火星の水」、「時の終わり」が収録された。
「クリスマスの侵略者」から「最後のクリスマス」までのクリスマススペシャル10本は Doctor Who – The 10 Christmas Specials という題のボックスセットで2015年10月19日にリリースされた。

## ロケ地
1. ↑  Tredegar House, Newport: 北緯51度33分42秒 西経3度01分41秒 / 北緯51.561572度 西経3.028142度
2. ↑  Kardomah Café, Swansea: 北緯51度37分13秒 西経3度56分43秒 / 北緯51.620235度 西経3.945369度
3. ↑  Nant Fawr Road, Cardiff: 北緯51度31分16秒 西経3度10分19秒 / 北緯51.521021度 西経3.172055度
4. ↑  Victoria Road, Penarth: 北緯51度25分56秒 西経3度10分50秒 / 北緯51.432287度 西経3.180515度
5. ↑  Wharton Street, Cardiff: 北緯51度28分47秒 西経3度10分38秒 / 北緯51.479795度 西経3.177221度